# Pinheiro (Guimarães)
Pinheiro ist eine Gemeinde im Norden Portugals.
Pinheiro gehört zum Kreis Guimarães im Distrikt Braga, besitzt eine Fläche von 1,93 km² und hat 1135 Einwohner (Stand 19. April 2021). Die Gemeinde ist überwiegend städtisch geprägt.